# Grisignano di Zocco
Grisignano di Zocco é uma comuna italiana da região do Vêneto, província de Vicenza, com cerca de 4.231 habitantes. Estende-se por uma área de 17 km², tendo uma densidade populacional de 249 hab/km². Faz fronteira com Camisano Vicentino, Campodoro (PD), Grumolo delle Abbadesse, Mestrino (PD), Montegalda, Veggiano (PD).

## Demografia
| Variação demográfica do município entre 1861 e 2011                               |
|                                                                                   |
| Fonte: Istituto Nazionale di Statistica (ISTAT) - Elaboração gráfica da Wikipedia |